# أغوغو (غانا)
أغوغو (بالإنجليزية: Agogo, Ghana)‏ هي منطقة سكنية تقع في غانا في مقاطعة أسانت أكيم الشمالية المحلية. يقدر عدد سكانها بـ 36,797 نسمة وترتفع عن سطح البحر 396 متر.